# Épisodes de Falcon et le Soldat de l'hiver
Cet article présente les 6 épisodes de la série télévisée américaine Falcon et le Soldat de l'hiver.

## Synopsis
Six mois après la victoire sur Thanos, Sam Wilson (Falcon) rend le bouclier de Captain America au gouvernement américain. Il va cependant se retrouver face à un groupe terroriste, les Flag-Smashers, qui souhaite ramener le monde à l'état où il se trouvait pendant l'Éclipse et s'attaque au Conseil Mondial de Rapatriement (l'organisme international créé pour gérer les conséquences du retour des personnes disparues durant l'Éclipse). Mais le plus grave est que ce groupe a réussi à reproduire le sérum qui avait permis de créer Captain America et ses membres sont donc aussi fort que Steve Rogers. Afin de lutter contre eux, Sam va s'associer avec Bucky Barnes (le Soldat de l'Hiver), tout en gérant les interférences de John Walker — un soldat décoré qui a été sélectionné par le gouvernement américain et le Conseil Mondial de Rapatriement pour devenir le nouveau Captain America — et de son acolyte, Lemar Hoskins, alias Battlestar.

## Distribution

### Acteurs principaux
Note : Les acteurs ci-dessous sont crédités dans la distribution principale uniquement dans les épisodes où ils apparaissent.
- Sebastian Stan (VF : Axel Kiener ; VQ : Nicholas Savard L'Herbier) : James « Bucky » Barnes / le Soldat de l'hiver / le Loup blanc
- Anthony Mackie (VF : Jean-Baptiste Anoumon ; VQ : Michel M. Lapointe) : Sam Wilson / Falcon / Captain America
- Wyatt Russell (VF : Mario Bastelica ; VQ : Martin Watier) : John Walker / Captain America / U.S. Agent
- Erin Kellyman (VF : Jessica Monceau ; VQ : Ludivine Reding) : Karli Morgenthau, meneuse des Flag-Smashers
- Danny Ramirez (VF : Jim Redler ; VQ : Nicolas Bacon) : lieutenant Joaquin Torres, officier traitant du DoD (épisodes 1-3, 5 et 6)
- Georges St-Pierre (VF et VQ : lui-même) : Georges Batroc (épisodes 1, 5 et 6)
- Adepero Oduye (VF : Virginie Emane ; VQ : Florence Blain Mbaye) : Sarah Wilson, sœur de Sam Wilson (épisodes 1, 3-6)
- Don Cheadle (VF : Sidney Kotto ; VQ : François L'Écuyer) : le colonel James « Rhodey » Rhodes / War Machine (épisode 1)
- Daniel Brühl (VF : Damien Witecka ; VQ : Louis-Philippe Berthiaume) : Helmut Zemo / Baron Zemo (épisodes 2-6)
- Emily VanCamp (VF : Anne Tilloy ; VQ : Émilie Josset) : Sharon Carter / Power Broker (épisodes 3-6)
- Florence Kasumba (VF : Laëtitia Guedon ; VQ : Catherine Renaud) : Générale Ayo, guerrière des Dora Milaje du Wakanda (épisodes 3-5)
- Julia Louis-Dreyfus (VF : Véronique Augereau ; VQ : Valérie Gagné) : Comtesse Valentina Allegra de Fontaine (épisodes 5 et 6)

### Acteurs récurrents
- Clé Bennett (VF et VQ : Mohad Sanou) : Lemar Hoskins / Battlestar
- Desmond Chiam (VF et VQ : Gilduin Tissier) : Dovich
- Noah Mills (VF et VQ : Marc Arnaud) : Nico
- Amy Aquino (VF et VQ : Anne Sinigalia) : Dr Christina Raynor, thérapeute de Barnes
- Carl Lumbly (VF : Greg Germain ; VQ : Fayolle Jean) : Isaiah Bradley
- Elijah Richardson : Eli Bradley
- Alphie Hyorth (VF et VQ : Jean Barney) : Sénateur dirigeant du Conseil Mondial de Rapatriement
- Gabrielle Byndloss : Olivia Walker

### Invités
- Ken Takemoto (VF : Jean-Claude Donda) : Yori, père d'une des victimes de Barnes (épisodes 1 et 6)
- Miki Ishikawa (VF : Marie Tirmont) : Leah (épisodes 1 et 6)
- Akie Kotabe : RJ (épisode 1)
- Vince Pisani (VF : Philippe Bozo) : banquier des Wilson (épisode 1)
- Sara Haines : elle-même (épisode 2)
- Imelda Corcoran : Selby (épisode 3)
- Olli Haaskivi (VF : Jérémy Bardeau) : Dr Nagel (épisode 3)
- Veronica Falcón : Donya Madani (épisodes 3 et 4)
- Janeshia Adams-Ginyard : Nomble (épisodes 4 et 5)
- Zola Williams : Yama (épisodes 4 et 5)

## Liste des épisodes

### Épisode 1:Un nouvel ordre
- Mondial : 19 mars 2021 sur Disney+

- Ken Takemoto (Yori)
- Miki Ishikawa (Leah)
- Akie Kotabe (RJ)
- Dani Deeté (Gigi)
- Indya Bussey (DeeDee)
- Chase River McGhee (Cass)
- Aaron Haynes (AJ)
- Ian Gregg (Unique)
- Vince Pisani (banquier des Wilson)
- Alphie Hyorth (Sénateur dirigeant du Conseil Mondial de Rapatriement)
- Rebecca Lines (Sénatrice Atwood)
- Jon Briddell (Major Hill)
- Miles Brew (Colonel Vassant)
- Charles Black (Carlos)

Au dessus du ciel nord-africain, quelque part entre la Tunisie et la Libye, Falcon aide l'US Air Force à récupérer un officier de liaison pris en otage par l'organisation criminelle « LAF » menée par Georges Batroc. Il libère l'officier et sort vainqueur de son combat avec Batroc après un intense affrontement dans les airs. En Tunisie, un contact lui parle d'une autre organisation criminelle, les Flag-Smashers, qui souhaitent revenir à l'époque de l'Éclipse, car durant cette période, des millions de réfugiés ont été accueillis par des pays qui les rejetaient par le passé. Ils leur donnaient un logement et un travail. Les pays qui les accueillaient étaient contents d'avoir plus de mains-d'œuvre pour les aider à se reconstruire. Mais lorsque la moitié des gens disparus ont réapparu, les réfugiés furent déplacés dans des camps de relogement du CMR (Conseil Mondial de Rapatriement). Sam Wilson se rend à Washington où il donne une conférence en hommage à Captain America, récemment disparu. Il explique que le bouclier que ce dernier lui a confié à la fin de Avengers : Endgame ne lui appartient pas, et le rend sous les applaudissements. Il est par la suite placé dans l'exposition sur Captain America. Le colonel James Rhodes essaye sans succès de le convaincre de prendre la relève, mais Wilson part retrouver sa sœur et ses neveux en Louisiane où cette dernière, en difficulté financière, souhaite vendre le bateau de pêche familial, ce à quoi il s'oppose.
De son côté, Bucky Barnes fait des cauchemars, où il revit les exactions du Soldat de l'Hiver. Il suit une thérapie mais il n'avoue pas ses mauvais rêves à la psychiatre qui lui rappelle qu'il a été gracié, qu'il est libre et qu'il doit refaire sa vie, se créer des contacts et des amis. En regardant son téléphone, elle essaye notamment de comprendre pourquoi il ne répond pas aux messages que lui a envoyés Wilson. À l'aide d'une liste qu'il tient à jour, il tente de réparer les dégâts commis quand il était sous emprise mentale. Il aide ainsi un vieil homme asiatique dont le fils a été tué, sans lui dire que c'était lui le responsable, et que le jeune homme était une victime collatérale d'une des missions du Soldat de l'Hiver.

### Épisode 2:L’homme à la Bannière étoilée
- Mondial : 26 mars 2021 sur Disney+

- Sara Haines (Elle-même)
- Gabrielle Byndloss (Olivia Walker)
- Dani Deetee (Gigi)
- Indya Bussey (DeeDee)
- Renes Rivera (Lennox)
- Tyler Dean Flores (Diego)
- Ness Bautista (Matias)
- Mike Ray (Alonso Barber)
- Neal Kodinsky (Rudy)

John Walker prend ses fonctions de nouveau Captain America : il est présenté au public dans un stade rempli par la foule lors d'un match de football américain et interviewé en direct sur un plateau posé sur la pelouse avant la rencontre sportive. Bucky Barnes y assiste devant sa télévision avec un regard réprobateur. Sam Wilson rejoint un hangar militaire pour partir en mission au-dessus de la Bavière, car son Aile rouge y a repéré les Flag-Smashers. Il retrouve Bucky qui lui dit d'entrée à quel point il désapprouve le fait qu'il ait rendu le bouclier, lui expliquant que ce n'était pas ce que voulait Steve Rogers, et lui demande s'il s'attendait à ce que l'objet soit confié à un nouveau Captain America, mais Wilson lui confirme que non. Il lui dit qu'il compte l'accompagner en mission, ce que Falcon refuse. Mais ils se retrouvent toutefois ensemble dans l'avion militaire qui vole vers l'Allemagne. Arrivés à destination, Falcon saute. Barnes en fait de même, sans parachute, s'accrochant aux arbres dans sa chute.
Ils arrivent dans un entrepôt où ils observent les Flag-Smashers en train de charger des caisses de médicaments dans deux camions. Ils se lancent à leur poursuite. Barnes pénètre dans un des camions où se trouve ce qu'il pense être une otage, mais la jeune femme est en fait Karli Morgenthau, la leader de la bande dont la devise est « Un seul monde, un seul peuple », et leur but est d'abolir les frontières et d'en revenir à l'époque de l'Éclipse. Le combat commence sur les toits des camions. Falcon et Barnes sont rejoints par Walker et son « adjoint », Lemar Hoskins, dit Battlestar, qui les ont suivis en récupérant les données d'Aile rouge, laquelle est détruite par Morgenthau. Ils perdent ce combat, dominés par huit Flag-Smashers surpuissants. Ils comprennent alors que ceux-ci sont des « super-soldats », et qu'ils ont pu se faire administrer le sérum du docteur Erskine théoriquement disparu avec lui 80 ans plus tôt.
Walker demande à Wilson et Barnes de faire équipe avec lui, comme adjoints, ce qu'ils refusent catégoriquement, Bucky lui lançant : « Ce n'est pas le fait d'avoir le bouclier qui fait de toi Captain America ». Tous deux se rendent à Baltimore (Maryland) pour retrouver une vieille connaissance de Barnes : Isaiah, un homme noir que Bucky a connu pendant la guerre de Corée et qui fut un ancien sujet de test du sérum des super-soldats, emprisonné durant 30 ans pour cacher son existence. À l'évocation de l'existence de nouveaux super-soldats, il se met en colère et les expulse de son domicile. Dans la rue, Barnes est arrêté par la police parce qu'il n'a pas assisté à sa session obligatoire de thérapie. Arrangée par Walker, la session de thérapie avec le docteur Raynor se fait en compagnie de Sam Wilson. Barnes exprime à nouveau sa colère à son partenaire : il n'aurait jamais dû se séparer du bouclier, et il a trahi la volonté de Steve Rogers. Les deux décident alors de faire équipe pour mener à bien leur mission, et se séparer ensuite pour « ne plus jamais se revoir ».

### Épisode 3:Trafic d’influence
- Mondial : 2 avril 2021 sur Disney+

- Imelda Corcoran (Selby)
- Olli Haaskivi (Dr Nagel)
- Danie Deeté (Deedee)
- Renes Rivera (Lennox)
- Tyler Dean Flores (Diego)
- Veronica Falcón (Donya Madani)
- Neal Kondinksy (Rudy)
- Nicholas Pryor (Oeznik)

Bien que Sam se montre réticent, Bucky Barnes aide Zemo à s'évader en provoquant une bagarre entre prisonniers au sein de la prison berlinoise qui crée la confusion et mobilise la totalité des gardes. Zemo parvient à neutraliser un gardien, à voler ses habits et à sortir de la prison au milieu du chaos. Il retrouve les deux compères et ils se mettent d'accord pour retrouver ensemble la trace du sérum des super-soldats. Il s'avère que le colonel Zemo est un baron et un membre de la famille royale sokovienne. Le Baron les embarque dans son jet privé en direction de l'État insulaire de l'archipel indonésien nommé Madripoor, une « cité de pirates » où ils vont à la rencontre de Selby, une caïd des lieux.
Bucky jouant à la demande de Zemo le rôle du Soldat de l'Hiver, elle accepte de leur donner des informations en échange des services du célèbre tueur au bras métallique, avec le code permettant de le contrôler (même si elle ignore que Bucky est guéri). Elle leur explique alors que le sérum est ici, à Madripoor, et qu'il a été créé par le docteur Wilfrid Nagel, financé par le grand chef des activités criminelles de Madripoor, du nom de Power Broker.
Le téléphone de Sam sonne et interrompt les négociations. Selby exige que Sam, déguisé dans les habits du truand américain Smiling Tiger, réponde et active le haut parleur. C'est sa sœur Sarah qui l'appelle à propos de la vente du bateau familial. Elle l'appelle Sam, ce qui le trahit. Selby demande alors à ses gardes d'éliminer tout le monde, mais un coup de feu tiré par la fenêtre de son bureau la tue. Zemo, Barnes et Wilson sont alors désignés comme ses assassins, et tout ce que la ville compte comme hommes armés se lance à leur poursuite. En mauvaise posture, ils sont sauvés par Sharon Carter. Cette dernière leur rappelle les raisons pour lesquelles elle est devenue une fugitive : elle avait volé le bouclier de Captain America et les ailes de Falcon pour les aider. Elle leur explique également comment elle a atterri à Madripoor, où elle a refait sa vie dans le trafic d'œuvres d'art. Ils localisent ensemble l'endroit où se trouve Nagel, dans les conteneurs parqués dans le port de Madripoor.
Sharon monte la garde à l'extérieur et neutralise tous les hommes de main qui accourent, pendant que le trio pénètre dans le conteneur où se trouve le laboratoire de Wilfrid Nagel. Ce dernier, sous la menace, leur raconte son histoire. Il travaillait d'abord pour HYDRA, puis à sa chute, avait été recruté par la CIA. Bénéficiant du sang prélevé sur le super-soldat Isaiah, il avait réussi à isoler le sérum dans son sang et à en recréer un, selon ses dires, nettement plus perfectionné que celui du docteur Erskine, « parfait », car nul besoin de machine et pas de modification des corps (comme cela était arrivé à Steve Rogers), juste une puissance décuplée. Mais Nagel était tombé en poussière au moment du claquement de doigts de Thanos avant d'avoir achevé ses travaux. Cinq ans plus tard, une fois réapparu, alors que le programme de la CIA était abandonné, Nagel avait bénéficié du financement du Power Broker à Madripoor pour finir ses recherches. Il avait fabriqué vingt doses avant que celles-ci soient volées par Karli Morgenthau et son équipe, provoquant la fureur du Power Broker, lequel la recherche désormais pour l'éliminer.
Alors que Nagel en a fini de ses explications, Zemo sort un revolver et le tue au grand dam de Sam et Bucky. Un tir de roquette fait exploser le laboratoire, la course poursuite et le combat entre Sharon, Sam, Bucky et les hommes armés se poursuit au milieu des conteneurs et ils sont finalement exfiltrés par Zemo au volant d'une décapotable. Déterminés à se lancer à la poursuite de Karli Morgenthau, ils ne sont pas accompagnés par Sharon Carter qui reste à Madripoor, et demande à Sam de tenir la promesse qu'il lui a faite : obtenir l'amnistie afin qu'elle puisse rentrer aux États-Unis. De leur côté, Walker et Hoskins poursuivent leur enquête, dans la prison d'où s'est évadé Zemo, puis dans une « planque » où ont séjourné les Flag-Smashers.

### Épisode 4:Le monde nous regarde
- Mondial : 9 avril 2021 sur Disney+

- Janesha Adams-Ginyard (Nomble)
- Zola Williams (Yama)
- Veronica Falcón (Donya Madani)
- Dani Deeté (Gigi)
- Indya Bussey (DeeDee)
- Renes Rivera (Lennox)
- Tyler Dean Flores (Diego)
- Adam Vacula (Enseignant)

L'épisode s'ouvre sur un retour en arrière, six ans auparavant, au Wakanda, où Ayo prononce devant Bucky Barnes les mots du code déclenchant sa transformation en Soldat de l'Hiver. Mais il y résiste, et Ayo, satisfaite, l'informe qu'il est guéri et qu'il est désormais libre. Dans le présent, dans les rues de Riga, Bucky est face à Ayo, qui lui rappelle le désir de vengeance des Dora Milaje contre le Baron Zemo, l'assassin du roi T'Chaka. Bucky explique que Zemo est utile pour retrouver Karli Mortgenthau et Ayo lui donne huit heures, avant de venir chercher Zemo. Dans la cour d'un bâtiment de la ville, au milieu des réfugiés soutenus par les Flag-Smashers et voyant d'un mauvais œil la venue de deux Avengers, le baron sokovien parvient à amadouer une enfant qui lui indique le lieu où auront lieu les funérailles de Donya Madani, la femme qui avait sauvé l'orpheline Karli Morgenthau. Cette dernière se rend en compagnie de Nico, un de ses Flag-Smashers, dans un cimetière où se trouve dans une cache la sacoche contenant les doses de sérum des super-soldats restantes, plus d'une dizaine. Son but est de les administrer à d'autres de ses partisans pour créer une véritable armée révolutionnaire. 
John Walker et Lemar Hoskins retrouvent Sam, Bucky et Zemo dans les rues de Riga. Ils se mettent d'accord pour intercepter Karli, mais Sam Wilson dit qu'il veut d'abord parlementer avec elle, se sentant capable de la raisonner. Ainsi, dans le bâtiment où se déroulent les funérailles de Donya Madani, ils donnent dix minutes à Falcon, qui s'en va discuter avec la leader des Flag-Smashers, disant qu'il est venu seul, qu'il la comprend, qu'il n'est pas son ennemi, qu'il éprouve les mêmes sentiments face à l'injustice du monde, mais qu'il n'approuve pas ses méthodes. Il lui explique par ailleurs que le sérum reste aux yeux de certains (comme Zemo) associé aux suprémacistes. Mais John Walker perd patience et surgit pour arrêter Karli, laquelle estime dès lors que Sam l'a trahie. Un combat s'ensuit entre Walker et Sam, Bucky et Hoskins, tandis que Karli s'échappe. Elle est rattrapée par Zemo qui la blesse en lui tirant dessus, sa sacoche se détache, les doses de sérum se répandent au sol, et Zemo les détruit toutes en les écrasant du pied. Mais il ne voit pas qu'il en reste une intacte dans un coin. Walker arrive, l'assomme d'un coup de bouclier, aperçoit la fiole intacte et la glisse discrètement dans sa poche.

### Épisode 5:La vérité
- Mondial : 16 avril 2021 sur Disney+

- Janeshia Adams-Ginyard (Nomble)
- Zola Williams (Yama)
- Gabrielle Byndloss (Olivia Walker)
- Alphie Hyorth (Sénateur dirigeant du Conseil Mondial de Rapatriement)
- Antonio D. Charity (père de Lemar)
- Tara Warren (mère de Lemar)
- Shenai Hylton (sœur de Lemar)
- Dani Deetée (Gigi)
- Indya Bussey (DeeDee)
- Renes Rivera (Lennox)
- Tyler Dean Flores (Diego)
- Chase River McGhee (Cass)
- Aaron Haynes (AJ)

Après avoir assassiné le Flag Smasher Nico avec la tranche de son bouclier, John Walker court se réfugier dans un hangar, apparaissant mentalement détruit. Il est rejoint par Sam et Bucky, qui lui demandent de lui rendre le bouclier pour éviter qu'il y ait d'autres victimes. Ils se battent, Walker détruit les ailes de Falcon, mais Bucky et Sam finissent par avoir le dessus, repartant avec le bouclier en brisant le bras de Walker. De retour aux États-Unis, ce dernier est jugé par une commission gouvernementale après les évènements de Riga dont les images ont fait le tour du monde. Il est déchu de son statut de Captain America et de ses prérogatives militaires, mais évite la cour martiale compte tenu de ses états de service. Bravache, il déclare devant ses juges qu'il restera Captain America quoi qu'il arrive, avant d'être menacé par eux de passer le restant de ses jours en prison. Dans les couloirs du palais de justice, assis au côté de son épouse, il est rejoint par une mystérieuse femme se présentant comme la comtesse Valentina Allegra de Fontaine, qui lui dit qu'elle sait qu'il s'est administré le sérum, que le bouclier comme le titre de Captain America n'est pas une propriété du gouvernement, et que des gens s'intéressent à lui. Il doit être prêt à recevoir un appel de sa part dans un futur proche.
En Sokovie, Zemo se recueille devant un monument dédié à la famille royale, quand Bucky surgit et le met en joue, faisant mine d'appuyer sur la gâchette, avant de dévoiler les balles enlevées du chargeur qu'il laisse tomber de son autre main : il n'est plus le tueur d'HYDRA qu'il était. Bucky confie le Baron aux Dora Milaje, qui l'emmènent dans la prison du Raft. Ayo dit à Barnes qu'il doit éviter de se rendre au Wakanda pour le moment, et ce dernier lui demande un dernier service. Sam se rend à Baltimore, avec le bouclier emballé dans une housse pour retrouver Isaiah Bradley qui lui demande de ne pas le déballer car il ne veut pas voir les couleurs du drapeau américain. Il lui raconte son histoire, les circonstances racistes de l'époque mais aussi le besoin de ne pas dévoiler l'existence des super-soldats, qui ont provoqué son emprisonnement durant 30 ans, les expériences faites sur lui, son effacement total puisqu'il a été déclaré mort. Il lui dit : « Ils ne laisseraient jamais un homme noir devenir Captain America. Et de toute façon, aucun homme noir qui se respecte ne voudrait le devenir », désignant « le bouclier des blancs ».
Sam rejoint ensuite sa sœur Sarah dans le domicile familial en Louisiane, et il se lance dans la réparation de leur bateau de pêche, pour une remise en état destinée à sa vente. Ils sont aidés par des amis, avant que Bucky ne les rejoigne pour mettre la main à la pâte. Walker rend visite aux parents de Lemar Hoskins, réaffirmant qu'il a tué son assassin, alors qu'il s'agissait de Karli Morgenthau. Sam et Bucky sympathisent de plus en plus, et s'entraînent ensemble à manier le bouclier. Bucky s'excuse de ne pas avoir pris conscience du poids du bouclier pour un homme noir, quand il a décidé, avec Steve Rogers, de le confier à Sam, et lui avoue qu'il sait qu'une partie de lui reste le Soldat de l'Hiver. Au moment de se séparer, alors qu'ils se définissent comme des « collègues » (coworkers), Barnes promet à Falcon qu'il sera à ses côtés dès qu'une piste pour retrouver Morgenthau sera découverte. Sam continue à s'entraîner seul avec le bouclier, le maniant de mieux en mieux, et décide finalement avec Sarah qu'il n'est pas question de vendre le bateau.
À New York, Karli Morgenthau et ses Flag-Smashers reçoivent l'aide de Georges Batroc qui a été libéré et engagé par Sharon Carter. Batroc veut désormais la peau de Sam Wilson, et remet au groupe terroriste une valise contenant du matériel technologique. En tapotant sur l'écran de son téléphone portable, Karli montre que dans Central Park, des partisans se trouvent en nombre tout autour d'eux. Dans la ville, se tient une réunion des dirigeants du CMR. C'est le moment où se produit contre eux une attaque d'envergure des Flag-Smashers. Dans la chambre de sa maison familiale en Louisiane, averti par Joaquin Torres que Karli se trouve à New York, Sam ouvre la mallette que lui a laissé Bucky. Ce « cadeau du Wakanda » dont on ne voit pas le contenu, provoque chez lui une expression de surprise, puis d'approbation et manifestement, de sens des responsabilités.
Scène inter-générique

### Épisode 6:Un seul monde, un seul peuple
- Mondial : 23 avril 2021 sur Disney+

- Alphie Hyorth (Sénateur dirigeant du Conseil Mondial de Rapatriement)
- Dani Deetée (Gigi)
- Indya Bussey (DeeDee)
- Renes Rivera (Lennox)
- Tyler Dean Flores (Diego)
- Chase River McGhee (Cass)
- Aaron Aynes (AJ)
- Ken Takemoto (Yori)
- Miki Ishikawa (Leah)
- Jane Rumbaua (Ayla)

Dans le bâtiment où étaient réunis les membres du CMR, la confusion règne. Les Flag Smashers sont passés à l'attaque. Sam Wilson arrive sur les lieux par les airs dans son nouvel équipement aux couleurs de Captain America, pénètre dans les lieux et affronte Georges Batroc. Présent sur place et en contact avec lui, Bucky est abordé par Sharon Carter venue les aider. John Walker se joint lui aussi à la lutte, avec son bouclier d'acier. Les membres du CMR sont évacués dans deux fourgons et par hélicoptère, mais des membres des forces de l'ordre alliés des Flag Smashers les aident à prendre le contrôle de ces moyens de transport. Tandis que Sam se bat dans les airs pour sauver les passagers de l'hélicoptère, les Flag Smashers bloquent les fourgons et Karli Mongenthau y fait mettre le feu, mais Bucky parvient à grande peine à arracher la porte et à évacuer les passagers, tandis que Karli, après s'être battue avec Walker, se met au volant de l'autre fourgon et tente de le précipiter dans le vide. Bucky et Walker ne parviennent pas à le retenir et c'est Falcon qui réussit à l'empêcher de plonger. Des badauds filment la scène en applaudissant, l'un d'eux dit « C'est Black Falcon ! », l'autre lui répond « Non, c'est Captain America ».
Karli et ses partenaires s'échappent dans un sous-sol et se séparent. Sam, Bucky et Walker sont à leur poursuite. Seule, Karli est rattrapée par Sharon Carter qui lui rappelle qu'elle l'avait prise sous son aile à Madripoor et qu'elle l'a ensuite trahie. Elle lui demande de revenir travailler avec elle, mais celle-ci note que Sharon est avide de pouvoir alors qu'elle veut changer le monde, et lui dit « Que serait le Power Broker sans ses super-soldats ? ». George Batroc, qui a entendu ce dialogue, intervient alors et menace Sharon de dire au monde entier qui elle est, si elle ne le paye pas quatre fois la somme promise. Refusant le chantage, Sharon dégaine son arme et tue Batroc, mais celui-ci réussit à la toucher au ventre. Karli la met en joue à terre, puis Sam intervient. Un curieux combat commence, car Sam ne veut pas lutter contre Karli, il ne fait que se défendre avec le bouclier de vibranium. Sharon s'est relevée et, au moment où Karli tient Sam en joue, elle la tue. Le nouveau Captain America ramasse son corps et le ramène aux forces de l'ordre, devant le bâtiment où sont présents tous les otages libérés. 
Après avoir atterri avec le corps de Karli, Sam Wilson s'adresse aux dirigeants du CMR, filmé par de nombreuses caméras, de sorte que toutes les télévisions le relayent. Il se lance dans une plaidoirie vibrante, leur dit que rétablir les frontières en déplaçant de force les millions de réfugiés n'est pas la bonne solution, et d'utiliser tous les moyens gouvernementaux pour leur bien et pas le leur, au risque de voir surgir d'autres Karli Morgenthau. Pendant ce temps, les Flag Smashers restants qui se sont retrouvés piégés, sont embarqués dans un fourgon pour être emmenés à la prison du Raft. Mais à peine a-t-il démarré que le majordome du Baron Zemo le fait exploser. Dans sa cellule du Raft, ce dernier entend la nouvelle à la radio, satisfait, mais également que le CMR a décidé de remettre à plat tout son programme de rapatriement grâce au discours convaincant du nouveau Captain America. 
Dans une salle du palais de justice, la comtesse Valentina de Fontaine attend John Walker en compagnie de son épouse. Quand celui-ci arrive, elle lui dit « Les choses vont partir en vrille. Et quand cela arrivera, nous n'aurons pas besoin d'un Captain America, nous aurons besoin d'un U.S. Agent ». Cette nouvelle appellation réjouit particulièrement Walker et son épouse. Quant à Bucky, il va retrouver le vieux monsieur asiatique qu'il aidait au début de la série, et lui avoue que c'est lui qui a tué son fils, lorsqu'il était encore sous l'emprise mentale du Soldat de l'Hiver. Sam retrouve Isaiah Bradley et l'emmène à l'exposition sur Captain America, pour lui faire découvrir par lui-même une salle qu'il a fait aménager en son honneur avec sa statue en bronze et un hommage à son bataillon de super-soldats noirs, ainsi qu'à ses actions héroïques. La série s'achève sur une fête en Louisiane dans le village d'enfance de Sam, avec Sam, sa famille et ses amis, ainsi que Bucky. Il apparaît que Bucky et Sam sont maintenant amis, et Bucky évoque l'idée de s'installer sur place. S'affiche alors l'inscription « Captain America et le Soldat de l'Hiver » au lancement du générique final.
Scène inter-générique